# Macropidonia ruficollis
Macropidonia ruficollis là một loài bọ cánh cứng trong họ Cerambycidae.